# Александър Рубцов
Александър Рубцов, роден на 24 януари 1884 г. в Санкт Петербург, Руска империя и починал на 26 ноември 1949 г. в Тунис, е руско-френски художник, който работи основно в Тунис. След пристигането си в Тунис на 1 април 1914 г., той започва да рисува основно в областта на ориентализма и излага картини в Лондон и в Париж в салона на независимите.

## Биография
Александър Рубцов се учи при Ян Ционглински и Дмитрий Кардовский, заършва Императорската художествена академия в Санкт Петербург и до 1914 г. рисува основно интериори. След спечелване на голямата награда на академията получава степендия за четири години и посещава Германия, Франция, Испания, Мароко и Англия. След пристигането си в Тунис наема квартира и пише, че тук има работа за цял живот. През 1920 г. прави първата си изложба от 122 картини и получава туниския почетен орден (Nichan Iftikar).
В Тунис той се занимава и с публицистична дейност като например факта за промените, довели до изчезването на автентичния арабски град. Бетонът измества все повече в Тунис и околностите му автентичната градска среда. Изчезват старинните кафенета, в които може да се пробва истинско арабско кафе или чай. Умира на 26 ноември 1949 г. в Тунис.

## Галерия
- Арбия
- Мулди
- Сайда
- Гамарт, 1931
- „Жени от Тунис“
- Фарина